# Hefbrug Gouwesluis
Hefbrug Gouwesluis is een hefbrug over de Gouwe bij de buurtschap Gouwsluis in Alphen aan den Rijn. Het is de meest noordelijke hefbrug van drie hefbruggen over de Gouwe naast de zuidelijker gelegen Hefbrug Boskoop en Hefbrug Waddinxveen.
De geklonken stalen hefbrug is gebouwd door firma Kloos en Zn. uit Kinderdijk en geopend op 14 september 1938. De brug is samen met het bijbehorende brugwachtershuisje en de schuin eronder gelegen keersluis met stalen deuren sinds 2001 een rijksmonument. De brug wordt op afstand bediend vanuit het nabijgelegen Brugbedieningscentrum Steekterpoort.

## Geschiedenis
Begin jaren 30 van de twintigste eeuw werd besloten om de vaarweg tussen Amsterdam en Rotterdam te verbeteren, zodat deze geschikt zou zijn voor vaartuigen tot 2000 ton. Hiervoor zijn onder meer bij Waddinxveen en Boskoop de vernauwingen in de Gouwe weggenomen en nieuwe bruggen gebouwd.
Als laatste moest er een hefbrug gebouwd worden ter vervanging van de twee smalle ophaalbruggen over de Gouwe bij Gouwsluis (gemeente Alphen aan de Rijn) in de rijksweg Leiden Bodegraven.
In januari 1937 werd de bouw van een nieuwe hefbrug met bijbehorende keersluis aanbesteed. De opdracht voor het maken van de betonnen onderbouw van de brug, de keersluis en dienstwoning ging voor ƒ 92.500,- naar A. de Regt en Co. te Rotterdam. De opdracht voor het maken en stellen van de metalen bovenbouw en de twee sluisdeuren ging voor ƒ 110.445,- naar de firma Kloos & Zn. te Kinderdijk.
Voor de bouw van de brug is gebruikgemaakt van het bestek van de hefbrug in Waddinxveen. Wel is er rekening gehouden met de 'grotere' verkeersstroom op de rijksweg tussen Leiden en Bodegraven. Een extra uitdaging vormde de bodemgesteldheid, omdat de brug gebouwd moest worden in een slappe veenbodem.
De keuze voor stalen hefbruggen was mede te danken aan de slechte economische situatie in de jaren na 1930, toen de staalprijzen tot een minimum waren gedaald en er veel werkeloosheid was. De staalconstructie kostte in die tijd niet veel geld en de werkeloosheid droeg er verder toe bij, dat de arbeidskosten zo laag mogelijk konden worden gehouden.
In mei 1938 was de bouw van de heftorens voltooid en konden deze in delen met hoge kranen op de landhoofden worden geplaatst. De motoren voor het bewegingswerk waren intussen afgeleverd en ook deze konden worden geplaatst.
Op 21 juli 1938 werd het beweegbare brugdeel (het val) op twee schuiten aangevoerd en werd dit onderdeel vervolgens tussen de heftorens geplaatst.
Op 14 september 1938 vond onder grote belangstelling de officiële opening plaats van de Heftorenbrug “Gouwesluis”. Behalve de vervanging van de smalle ophaalbruggen vormde de opening van de hefbrug ook het sluitstuk van de verbeteringswerken van de Gouwe die in 1927 begonnen waren. Bij de opening waren aanwezig o.a. de projectleider Ir. W.J. de Kock van Leeuwen en de directie van de firma Kloos uit Kinderdijk die verantwoordelijk was voor de metalen bovenbouw van de hefbrug.
De vraag bestond waarom deze brug zo groot van opzet moest zijn. Ten eerste kwam dat omdat het verkeer op rijksweg Leiden Utrecht in toenemende mate gebruik ging maken van de nieuwe brug en ten tweede wilde men een korte vaarweg realiseren tussen Rotterdam en Amsterdam waarvan ook kleine zeeschepen gebruik konden maken. Dit vroeg om een grote doorvaarthoogte.
De brug is tijdens de bezettingsjaren 1940-1945 niet ongeschonden gebleven. In september 1944 werden door de Duitse Wehrmacht in de knooppunten van de staalconstructie springladingen bevestigd. Op 13 oktober 1944 sloeg de bliksem in een van die ladingen in de westelijke heftoren, waardoor de constructie ernstig beschadigd raakte.
De springladingen werden daarna verwijderd, maar enige tijd later door andere vervangen. Op 5 december 1944 viel er een bom nabij de hefbrug.
Een bomscherf trof een springlading, die de brug zodanig beschadigde, dat ze het gewicht van voertuigen niet meer kon te dragen.
Het val kon ook niet meer omhoog, waardoor de hoge Duitse schepen de brug niet meer konden passeren.
Reparaties werden niet uitgevoerd omdat het materiaal dat daarvoor nodig was, verstopt was. De brug werd op 15 mei 1945 weer hersteld.
Op 18 maart 1996 raakte de hefbrug zwaar beschadigd doordat een 13 ton wegende mobiele laadschop bij het passeren met de giek in de bovenbalken van de hefbrug verstrikt raakte.
De laadschop werd vervoerd op een dieplader. De bestuurder daarvan had kennelijk de doorrijhoogte van de brug verkeerd ingeschat.
Door de botsing werden een aantal spanten van de brug ontzet en scheurden enkele ophangpunten van het contragewicht. Door de lange voorbereidingstijd en de omvangrijke herstelwerkzaamheden duurde het een maand voordat de hefbrug weer omhoog kon. De schade bedroeg enkele honderdduizenden guldens.
Door de toenemende verkeersdrukte moest er een nieuwe oeververbinding komen over de Gouwe. Dit werd het Alphen-aquaduct dat in 1998 geopend werd. Het verkeer van Leiden Utrecht (N11) kon vervolgens via het aquaduct de Gouwe passeren. Hefbrug Gouwesluis kreeg een regionale functie.
Op 15 januari 2001 is de hefbrug met het bijbehorende brugwachtershuisje en de keersluis op de monumentenlijst geplaatst, omdat deze van algemeen belang is vanwege de cultuurhistorische waarde.

## Hefhoogte
Als de brug geopend moet worden, maakt de bediener op afstand een keuze uit een van de volgende hefhoogten: 12, 24 en 34 meter. De keuze is afhankelijk van de scheepvaart dat de brug wil passeren. De standaard hefhoogte is 24 meter. De bediener kan de afweging maken deze te verlagen naar 12 meter als het zeker is dat dit mogelijk is. In ongeveer 50% van de passages is de hefhoogte van 12 meter voldoende.
Bij een konvooi wordt vanwege de onvoorspelbaarheid altijd voor de standaardhoogte gekozen.
Is de standaard hefhoogte van 24 meter niet toereikend, dan kiest de bediener voor 34 meter. Dat is in ongeveer 5% van de passages het geval. Deze hefhoogte is altijd toereikend, omdat 30 meter de maximaal toegestane doorvaarthoogte voor schepen over de Gouwe is.

## De brug in cijfers
- Er waren circa 200 betonnen palen nodig voor een goede fundering.
- Voor de onderbouw is 1600 m³ gewapend beton gebruikt.
- Voor de metalen bovenbouw is in totaal 350 ton staal gebruikt. Het val heeft een gewicht van 115 ton en de torens wegen samen 235 ton.
- De rijweg is 8,50 meter breed. De breedte van het fietspad is 2,50 meter en van het voetpad 2,00 meter.
- De doorvaartwijdte is 25 meter. De doorvaarthoogte in gesloten stand is 4,30 meter.
- Het hoogste punt van de brug is op 37 meter.
- Totale kosten van de hefbrug, de keersluis en de dienstwoning bedroegen ƒ 203.000,-
- Op jaarbasis varen er 22.000 schepen over de Gouwe. Een derde is beroepsvaart en de overige zijn recreanten. Hiervoor is in 2023 de brug 3964 maal open geweest. (Bron: Provincie Zuid-Holland)

## Fotogalerij

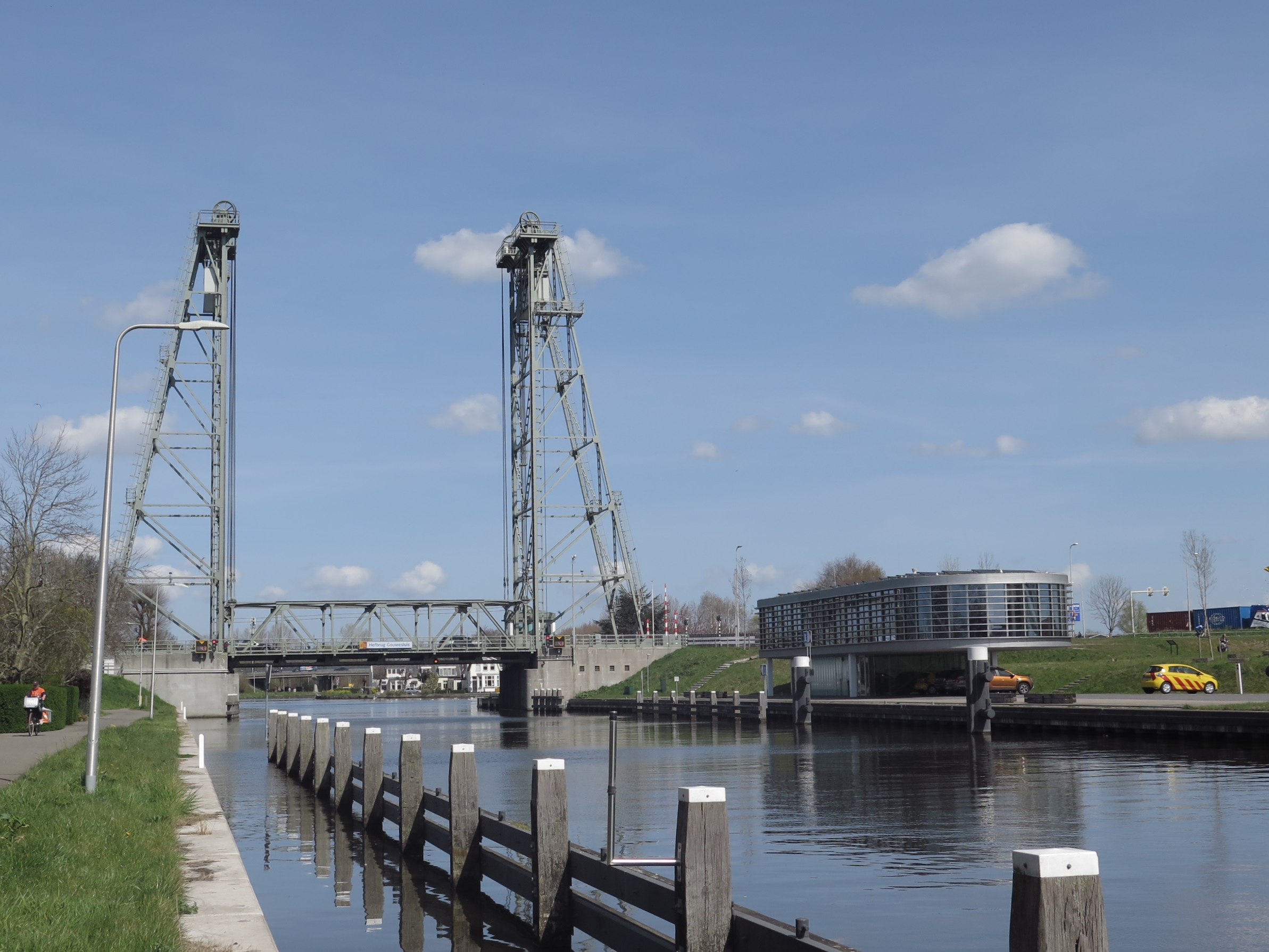
Brug met Brugbedienings-centrum Steekterpoort
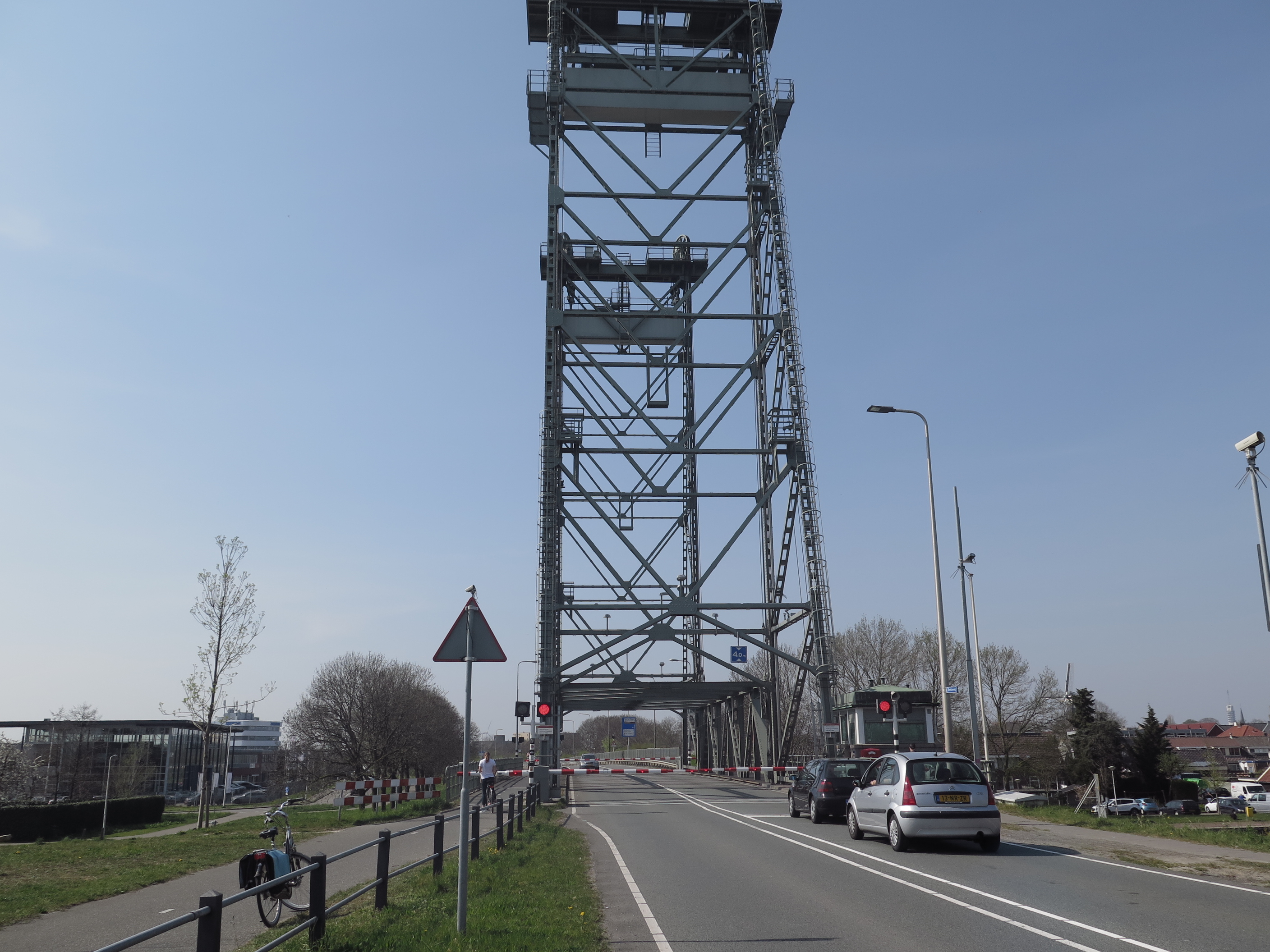
Brug gezien vanaf de Steekterweg
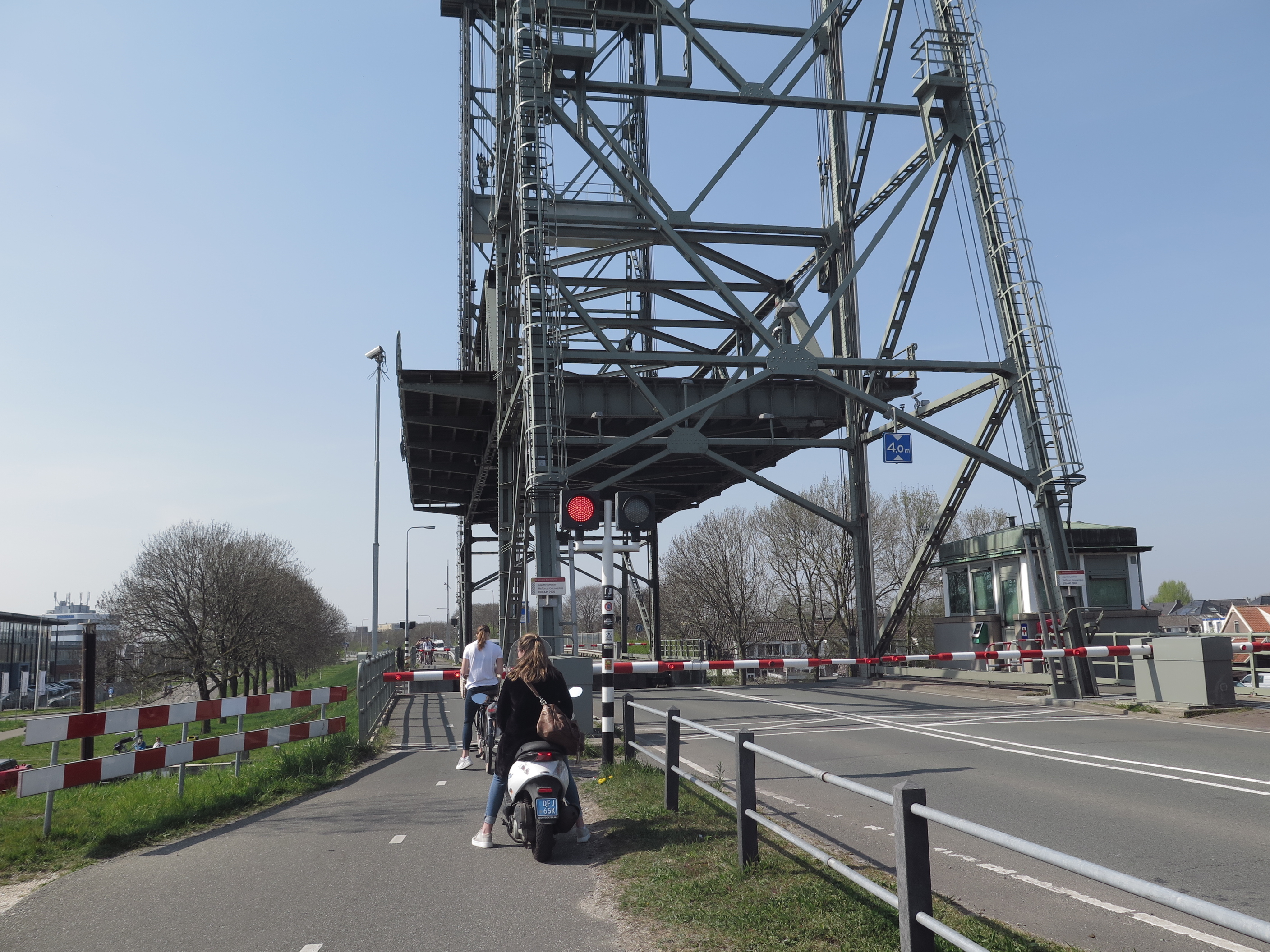
Brugopening
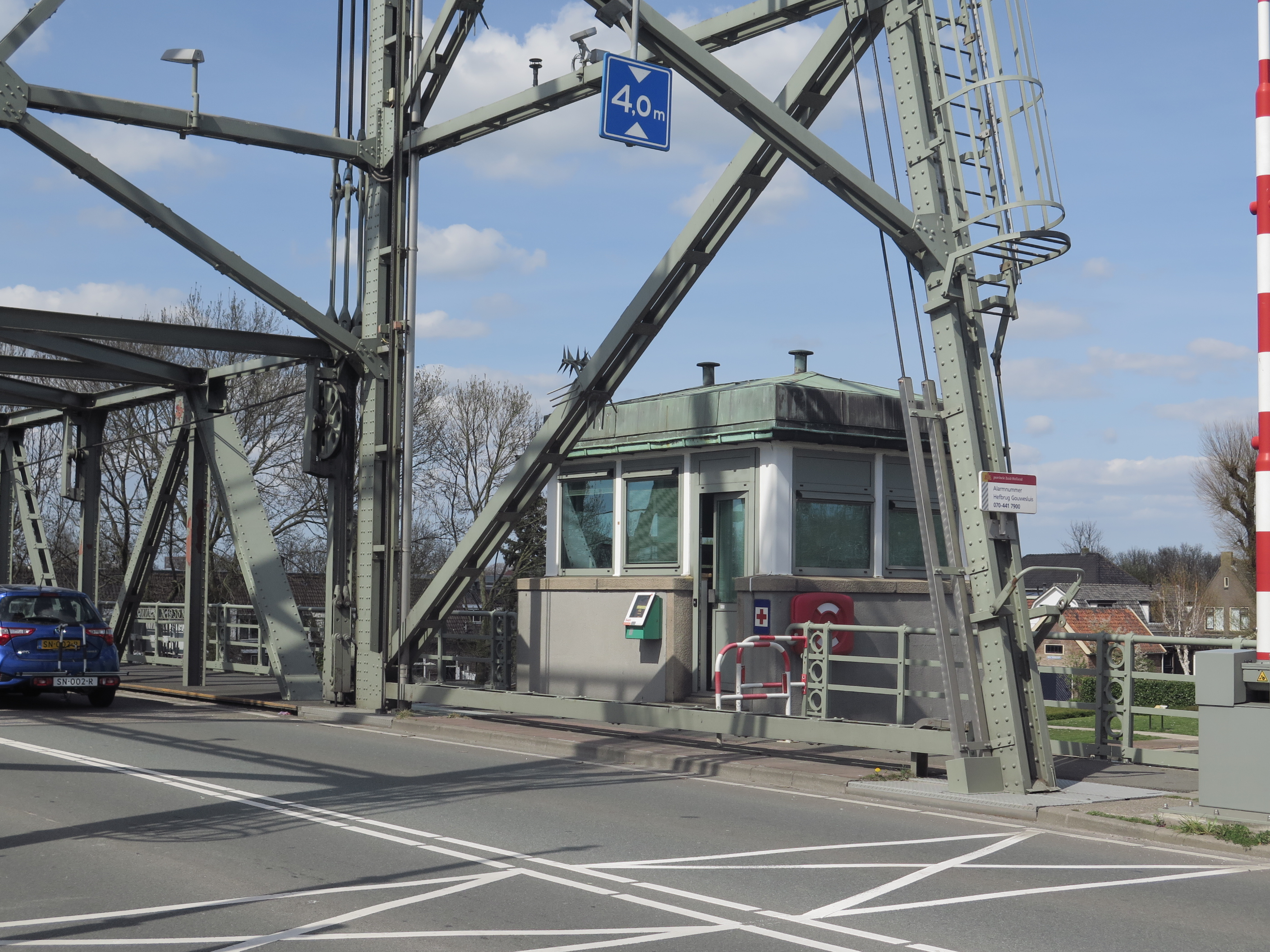
Brugwachtershuisje
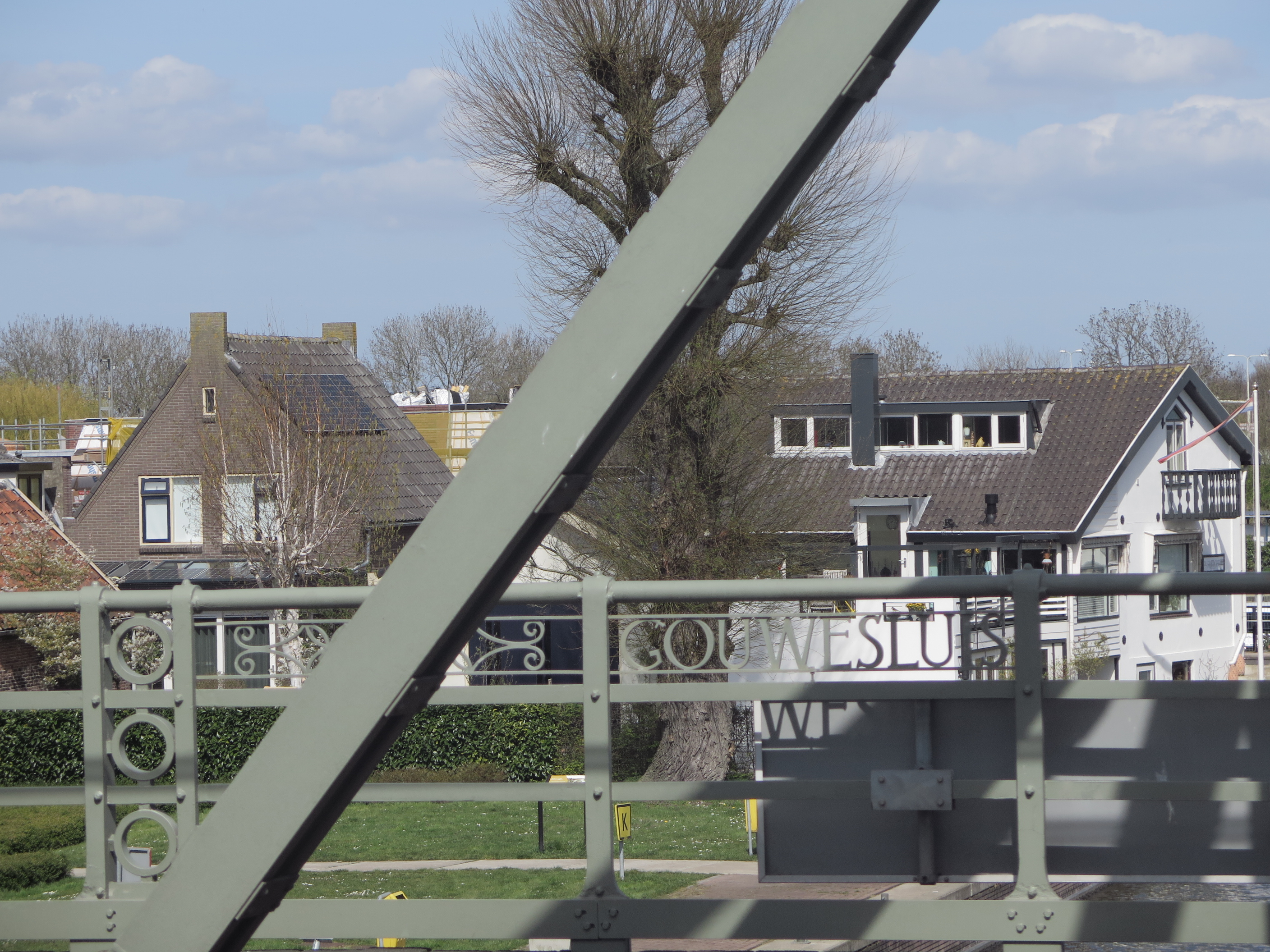
Deel van tekst: "Gouwesluis Anno Domini 1938"
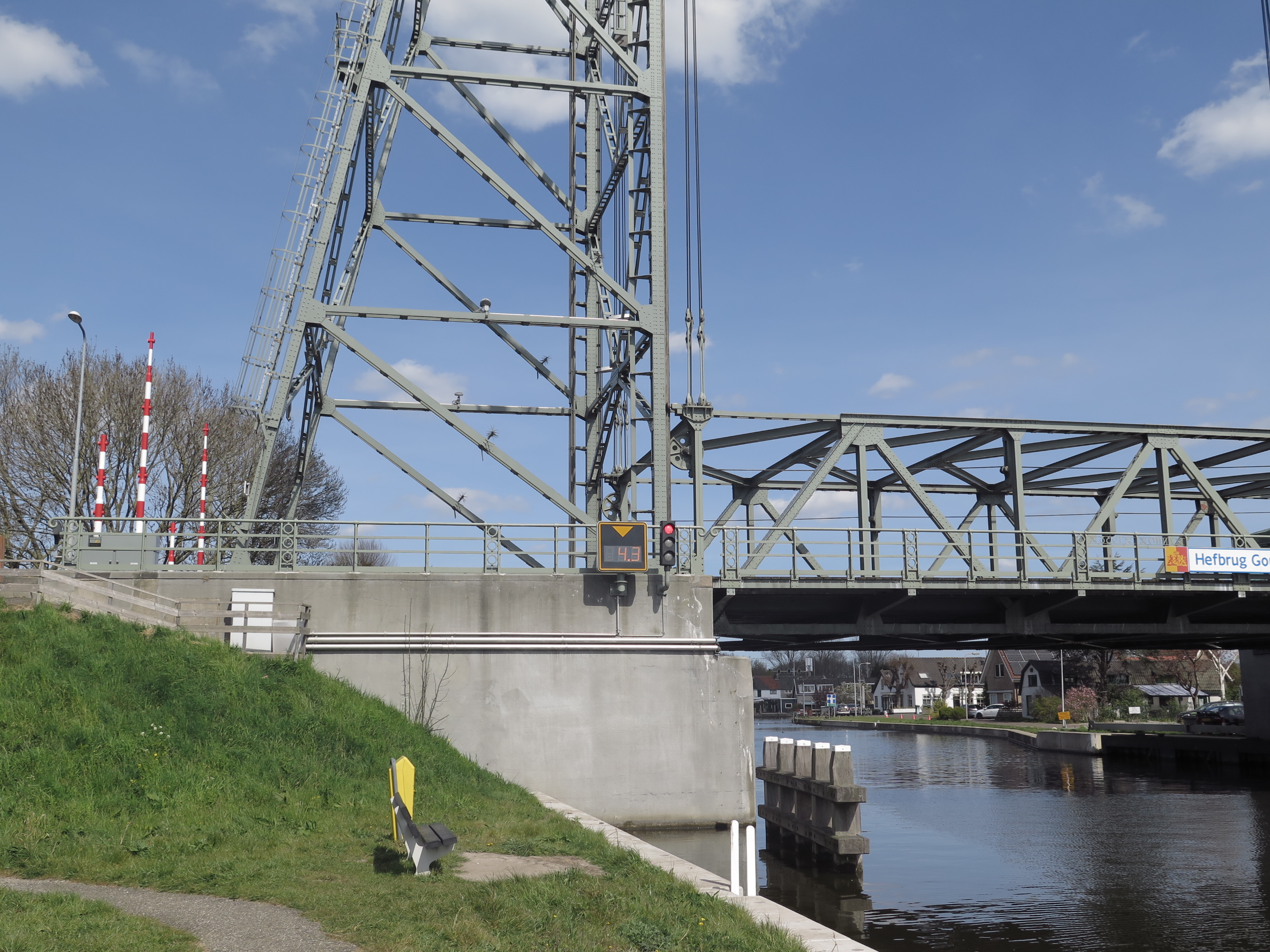
Westelijk landhoofd
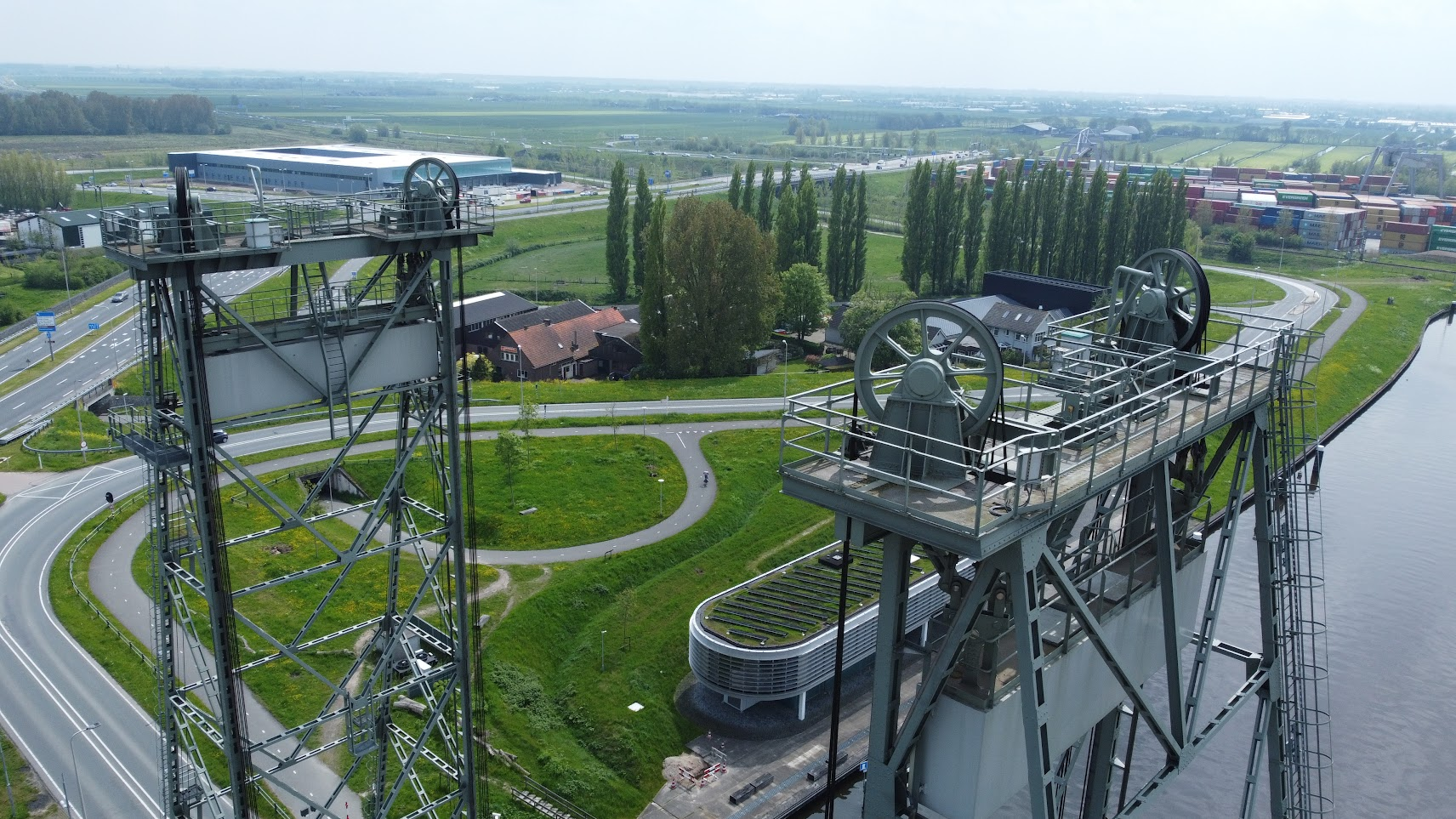
Hefmechanisme
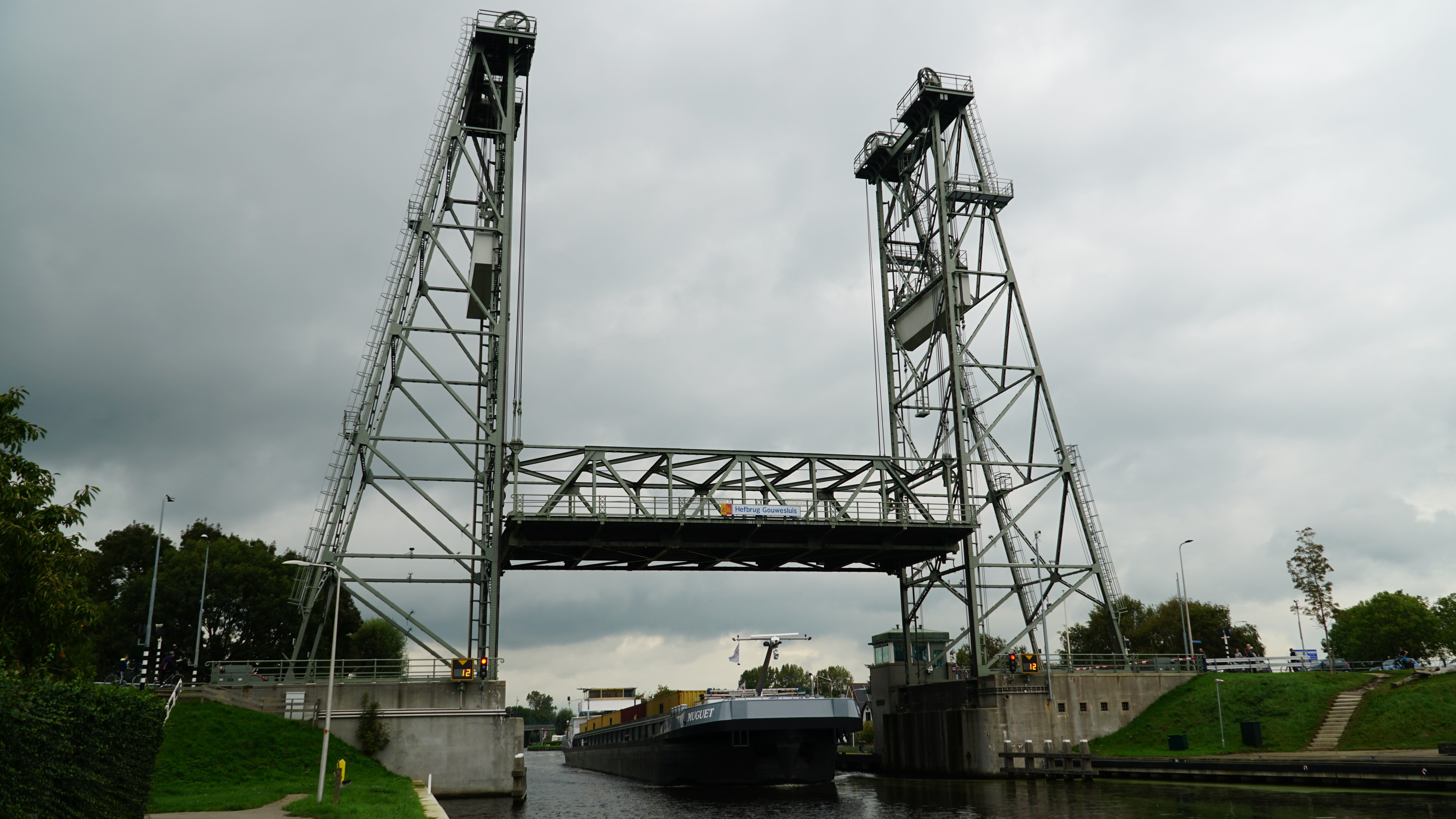
Brug met passerend containerschip

Hefbrug Gouwesluis ·
Gouwespoorbrug ·
Alphen-aquaduct ·
Hefbrug Boskoop ·
Hefbrug Waddinxveen ·
Amaliabrug ·
Gouwe-aquaduct ·
Coenecoopbrug ·
Lage Gouwespoorbrug ·
Hoge Gouwespoorbrug ·
Julianasluisbrug Noord ·
Julianasluisbrug Zuid